# Clyst St. George
Clyst St. George is een civil parish in het bestuurlijke gebied East Devon, in het Engelse graafschap Devon. In 2001 telde het dorp 633 inwoners.